# Étoile fixe
L'étoile fixe est une notion astronomique aujourd’hui dépassée, mais qui appartient à l’histoire des représentations célestes. Durant l’Antiquité et le Moyen Âge, elle désignait les astres semblant attachés à la voûte céleste, par opposition aux astres errants, c’est-à-dire les planètes.
Au-delà de cette conception matérielle, le terme revêt, dans le cadre de la cosmologie traditionnelle, une dimension métaphysique : il désigne une forme archétypale immuable, participant de la hiérarchie céleste. Cette réalité symbolique trouve des correspondances dans de nombreuses traditions spirituelles de l’humanité — qu’elles soient grecque, islamique, chrétienne médiévale ou hindoue.

## Présentation

### Définition
On désignait par étoile fixe (en latin stella fixa) les astres qui semblaient fixés à la voûte céleste. Il s’agit donc des étoiles au sens moderne à l'exception du Soleil.
Les étoiles fixes s’opposaient aux étoiles errantes, ou astres errants, lesquels avaient un mouvement relatif apparent par rapport aux étoiles fixes. Les sept « astres errants » connus dès l’Antiquité, car visibles à l’œil nu, sont : le Soleil, la Lune, ainsi que les planètes (au sens moderne du terme) Mercure, Vénus, Mars, Jupiter et Saturne.

### La «sphère des fixes»
La description des étoiles et des sphères célestes se faisait dans le cadre de l'étude du cosmos. Cette vision du monde est notamment décrite par Aristote dans un traité intitulé Du ciel publié vers 350 av. J.-C.
Les étoiles « fixes » ne l'étaient pas par rapport à la Terre mais par rapport au firmament avec lequel elles effectuaient une rotation apparente autour de la Terre en 23 heures et 56 minutes. En effet, selon le système géocentrique mis au point par les premiers philosophes grecs, puis repris par Aristote et Ptolémée, les corps célestes étaient attachés à des sphères tournant à différentes vitesses autour de leur axe. Les étoiles fixes reposaient sur la sphère la plus extérieure, dite « sphère des fixes ». Dans le système héliocentrique, Copernic fait du Soleil le centre, du système solaire, et plus généralement de l'univers tout entier et il imagine une sphère des étoiles fixes.

### Usage du terme en littérature et en sciences
Selon Pythagore, la musique a une dimension cosmique, comme l'astronomie a une dimension musicale. Il a posé que les distances entre les orbites du Soleil, de la Lune et des étoiles fixes correspondent aux proportions réglant les intervalles de l'octave, de la quinte et de la quarte,.
Le mot existe aussi dans l'astronomie arabe au Xe siècle, notamment dans le Livre des étoiles fixes d'Al-Sufi (Kitab suwar al-kawakib al-thabita), publié en 964, qui décrit la magnitude, la luminosité et la couleur des étoiles, et le dessin des constellations. L'ouvrage est très répandu en langue arabe et traduit en latin à partir du XIIe siècle.
Dans la Divine comédie de Dante (1300-1321), la Terre, fixe au centre de l'Univers, est entourée de neuf cieux, dont le ciel des étoiles fixes.

### Iconographie
Cette théorie des étoiles fixes a donné lieu à de nombreuses interprétations graphiques.

la sphère céleste représentée avec la sphère des étoiles fixes
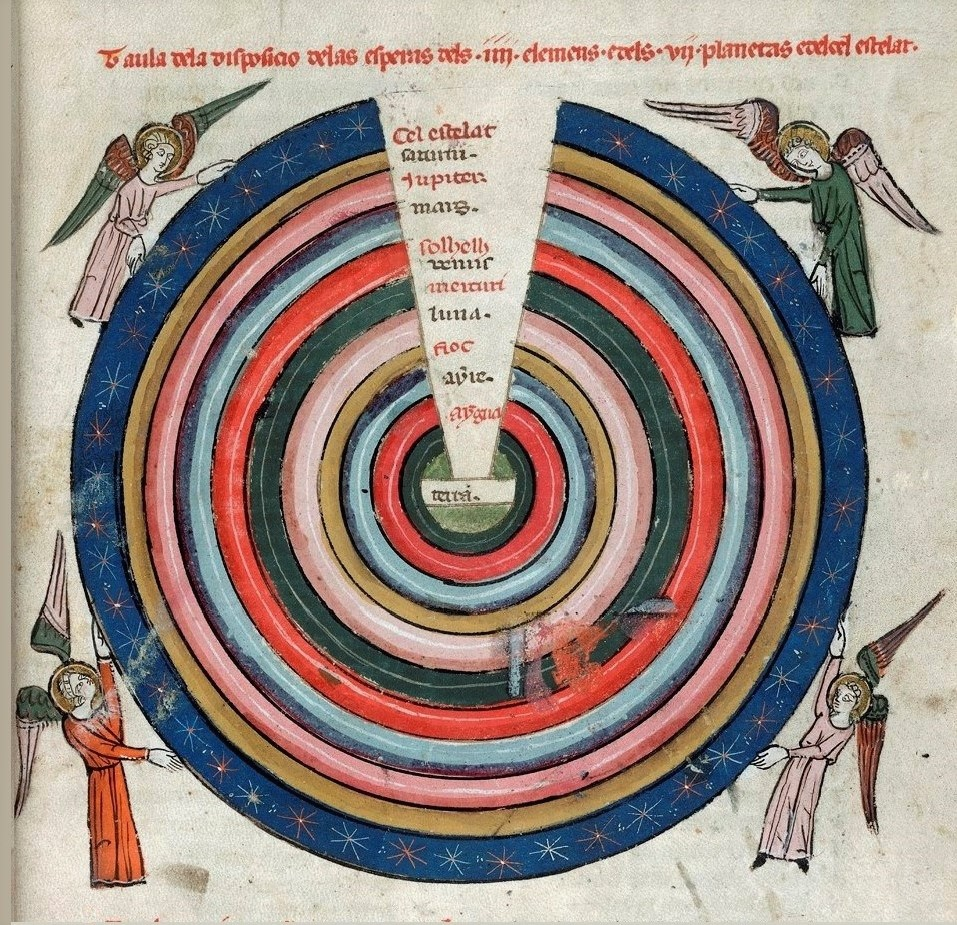
Les anges, force motrice des sphères célestes (manuscrit du XIVe siècle).
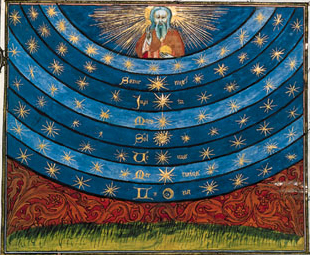
Les sphères célestes d'Oresme dans Le livre du Ciel et du Monde, 1377.
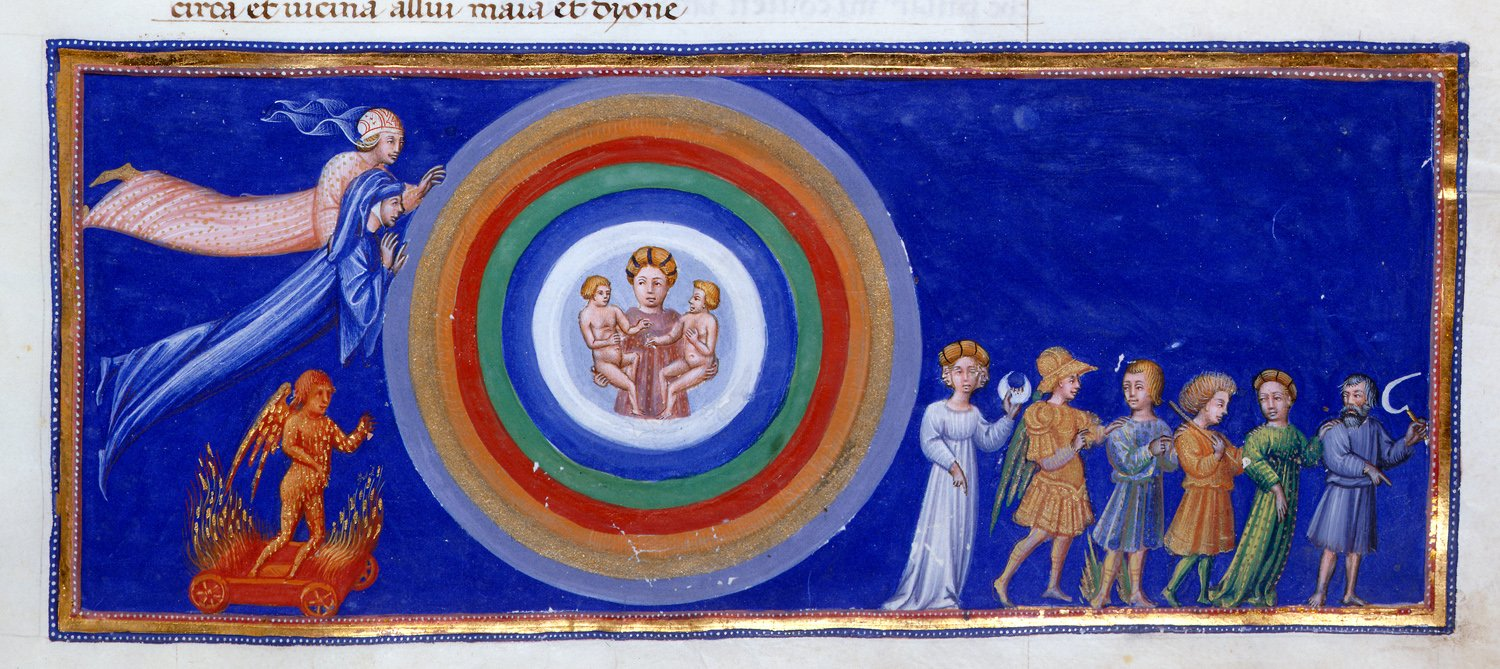
Illustration du Paradis de Dante par Giovanni di Paolo, Italie, 1440.
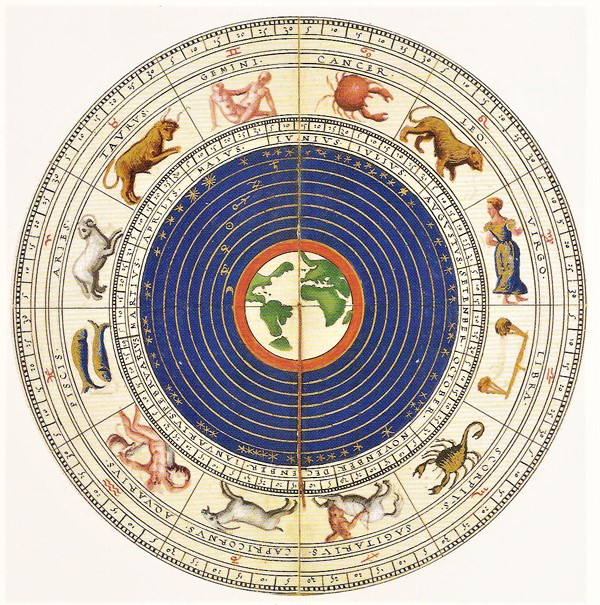
Mappemonde et zodiaque, XVIe siècle.
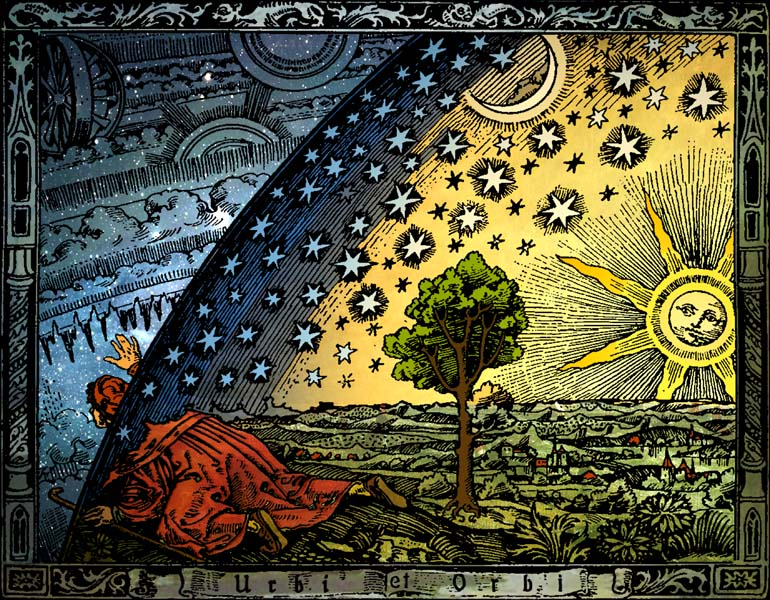
Gravure sur bois de Flammarion, style Renaissance (publiée en 1888).

## Réfutation de la théorie
C'est notamment le travail de Giordano Bruno qui contribue à démontrer qu'il n'y a pas d'astre central et que les planètes évoluent à l'infini ; il remet ainsi en cause la théorie des étoiles fixes dès 1584,. Cette représentation eut cours jusqu'à la révolution copernicienne et fut abandonnée vers la fin du XVIe siècle.
Elle est définitivement réfutée en 1718 par la découverte du mouvement propre des étoiles par Edmund Halley.